# Holbøl Sogn
Holbøl Sogn er et sogn i Aabenraa Provsti (Haderslev Stift).
Holbøl Sogn hørte til Lundtoft Herred i Aabenraa Amt. Holbøl sognekommune blev ved kommunalreformen i 1970 indlemmet i Bov Kommune, der ved strukturreformen i 2007 indgik i Aabenraa Kommune.
I Holbøl Sogn ligger Holbøl Kirke.
I sognet findes følgende autoriserede stednavne:
- Gejlå (bebyggelse, ejerlav)
- Gejlå Mark (bebyggelse)
- Hokkerup (bebyggelse, ejerlav)Holbøl
- Hokkerup Hede (bebyggelse)
- Hokkerup Vestermark (bebyggelse)
- Holbøl (bebyggelse, ejerlav)
- Holbøl Mark (bebyggelse)
- Hønsnap (bebyggelse, ejerlav)
- Hønsnap Mark (bebyggelse)
- Keldbjerg (bebyggelse)
- Kelstrupskov (bebyggelse, ejerlav)
- Koldmose (landbrugsejendom)
- Munkemølle (bebyggelse)
- Nørreskov (bebyggelse)
- Nørrestrøm (vandareal)
- Rønshoved (bebyggelse)
- Stagehøj (areal)
- Sønderhav (bebyggelse)
- Undelev (bebyggelse, ejerlav)
- Vilsbæk (bebyggelse, ejerlav)
- Øster Gejl (bebyggelse, ejerlav)

## Afstemningsresultat
Folkeafstemningen ved Genforeningen i 1920 gav i Holbøl Sogn 598 stemmer for Danmark, 279 for Tyskland. Af vælgerne var 57 tilrejst fra Danmark, 91 fra Tyskland. 